# Noa (voornaam)
Noa is een genderneutrale voornaam. In de praktijk komt de naam echter vooral bij vrouwen voor. In Nederland is de naam populair sinds eind 20e eeuw. De naam Noa is een variant op de Hebreeuwse naam Noach. In het Oude Testament wordt Noa genoemd als een van de dochters van Selofchad (Num 26:33).
In Nederland kwam de naam in 2017 9789 keer voor als vrouwelijke voornaam, 2220 keer als dito volgnaam, 388 keer als mannelijke voornaam en 195 keer als dito volgnaam. In België kwam de naam in 2019 2690 keer voor bij vrouwen en 2593 keer bij mannen. In Spanje kwam de naam in 2014 het vaakst voor, namelijk 27.144 keer.

## Bekende personen
Enkele bekende naamdragers zijn:
- Noa, een Israëlisch zangeres
- Noa Gruman, een Israëlisch zangeres, songwriter en dirigente
- Noa Klerckx, een Nederlands volleybalster
- Noa Lang, een Nederlands (mannelijke) voetballer
- Noa Man, een Nederlands freerunner en traceur
- Noa Neal, een Vlaams zangeres
- Noa Vahle, een Nederlands verslaggeefster
- Noa Wildschut, een Nederlands violiste